# Prionocolea
Prionocolea là một chi rêu trong họ Lejeuneaceae.